# سوترية وادزورثية
سوترية وادزورثية (الاسم العلمي: Sutterella wadsworthensis) هي نوع من البكتيريا، سلبية الغرام، تتبع جنس السوتريات.